# Élections législatives de 2002 dans l'Ariège
Les élections législatives françaises de 2002 se déroulent les 9 et 16 juin 2002. Dans le département de l'Ariège, deux députés sont à élire dans le cadre de deux circonscriptions.

## Élus
| Circonscription | Député sortant     | Parti | Parti | Député élu ou réélu | Parti | Parti |
| --------------- | ------------------ | ----- | ----- | ------------------- | ----- | ----- |
| 1re             | Augustin Bonrepaux |       | PS    | Augustin Bonrepaux  |       | PS    |
| 2e              | Henri Nayrou       |       | PS    | Henri Nayrou        |       | PS    |

## Résultats

### Résultats à l'échelle du département
| Parti                                      | Parti                               | Premier tour | Premier tour | Second tour | Second tour | Sièges |
| Parti                                      | Parti                               | Voix         | %            | Voix        | %           | Sièges |
| ------------------------------------------ | ----------------------------------- | ------------ | ------------ | ----------- | ----------- | ------ |
|                                            | Parti socialiste                    | 30 036       | 41,15        | 41 529      | 64,04       | 2      |
|                                            | Parti communiste français           | 4 338        | 5,94         |             |             | 0      |
|                                            | Les Verts                           | 2 498        | 3,42         | 0           |             |        |
|                                            | Divers gauche dont Pôle républicain | 1 527        | 2,09         | 0           |             |        |
|                                            | Gauche parlementaire                | 38 399       | 52,61        | 41 529      | 64,04       | 2      |
|                                            |                                     |              |              |             |             |        |
|                                            | Union pour un mouvement populaire   | 11 969       | 16,40        | 23 324      | 35,96       | 0      |
|                                            | Union pour la démocratie française  | 5 628        | 7,71         |             |             | 0      |
|                                            | Mouvement pour la France            | 987          | 1,35         | 0           |             |        |
|                                            | Divers droite                       | 313          | 0,43         | 0           |             |        |
|                                            | Majorité présidentielle             | 18 897       | 25,89        | 23 324      | 35,96       | 0      |
|                                            |                                     |              |              |             |             |        |
|                                            | Front national                      | 6 331        | 8,67         |             |             | 0      |
|                                            | Chasse, pêche, nature et traditions | 4 283        | 5,87         | 0           |             |        |
|                                            | Extrême gauche dont LCR, LO et PT   | 2 532        | 3,47         | 0           |             |        |
|                                            | Divers                              | 1 180        | 1,62         | 0           |             |        |
|                                            | Extrême droite dont MNR             | 781          | 1,07         | 0           |             |        |
|                                            | Divers écologiste dont GÉ           | 584          | 0,80         | 0           |             |        |
|                                            |                                     |              |              |             |             |        |
| Inscrits                                   | Inscrits                            | 109 249      | 100,00       | 109 235     | 100,00      | 2      |
| Abstentions                                | Abstentions                         | 33 936       | 31,06        | 39 220      | 35,9        |        |
| Votants                                    | Votants                             | 75 313       | 68,94        | 70 015      | 64,1        |        |
| Blancs et nuls                             | Blancs et nuls                      | 2 326        | 3,09         | 5 162       | 7,37        |        |
| Exprimés                                   | Exprimés                            | 72 987       | 96,91        | 64 853      | 92,63       |        |
| Source : Ministère de l'Intérieur - Ariège |                                     |              |              |             |             |        |

### Résultats par circonscription

#### Première circonscription (Foix)
| Candidat       | Candidat                         | Parti          | Premier tour | Premier tour | Second tour | Second tour |  |
| Candidat       | Candidat                         | Parti          | Voix         | %            | Voix        | %           |  |
| -------------- | -------------------------------- | -------------- | ------------ | ------------ | ----------- | ----------- |  |
|                | Augustin Bonrepaux sortant réélu | PS             | 15 373       | 43,27        | 20 496      | 66,57       |  |
|                | Yves Maris                       | UMP            | 5 502        | 15,49        | 10 294      | 33,43       |  |
|                | Georges Mesplie                  | FN             | 3 085        | 8,68         |             |             |  |
|                | André Metge                      | CPNT           | 2 548        | 7,17         |             |             |  |
|                | Lyliane Cassan                   | PCF            | 2 269        | 6,39         |             |             |  |
|                | Bernard Voegeli                  | Les Verts      | 1 458        | 4,1          |             |             |  |
|                | Jacques Carol                    | Divers gauche  | 1 431        | 4,03         |             |             |  |
|                | Michèle Cassan                   | LCR            | 1 018        | 2,87         |             |             |  |
|                | Jean Darnaud                     | MPF            | 987          | 2,78         |             |             |  |
|                | Roland Larivière                 | Divers         | 394          | 1,11         |             |             |  |
|                | Edwige Dreyer                    | CNIP           | 313          | 0,88         |             |             |  |
|                | Didier Soulet                    | LO             | 307          | 0,86         |             |             |  |
|                | Dominique Fèvre                  | MNR            | 249          | 0,7          |             |             |  |
|                | Andrée Sans                      | Régionaliste   | 197          | 0,55         |             |             |  |
|                | Raymond Chaumont                 | GÉ             | 191          | 0,54         |             |             |  |
|                | Marc Estève                      | PT             | 119          | 0,33         |             |             |  |
|                | Daniel Lacroze-Marty             | Divers         | 55           | 0,15         |             |             |  |
|                | Raymond Caplin                   | Divers         | 31           | 0,09         |             |             |  |
|                |                                  |                |              |              |             |             |  |
| Inscrits       | Inscrits                         | Inscrits       | 54 069       | 100,00       | 54 069      | 100,00      |  |
| Abstentions    | Abstentions                      | Abstentions    | 17 275       | 31,95        | 20 471      | 37,86       |  |
| Votants        | Votants                          | Votants        | 36 794       | 68,05        | 33 598      | 62,14       |  |
| Blancs et nuls | Blancs et nuls                   | Blancs et nuls | 1 267        | 3,44         | 2 808       | 8,36        |  |
| Exprimés       | Exprimés                         | Exprimés       | 35 527       | 96,56        | 30 790      | 91,64       |  |

#### Deuxième circonscription (Pamiers)
| Candidat       | Candidat                   | Parti             | Premier tour | Premier tour | Second tour | Second tour |  |
| Candidat       | Candidat                   | Parti             | Voix         | %            | Voix        | %           |  |
| -------------- | -------------------------- | ----------------- | ------------ | ------------ | ----------- | ----------- |  |
|                | Henri Nayrou sortant réélu | PS                | 14 663       | 39,14        | 21 033      | 61,75       |  |
|                | Paul-Louis Maurat          | UMP               | 6 467        | 17,26        | 13 030      | 38,25       |  |
|                | André Trigano              | UDF               | 5 628        | 15,02        |             |             |  |
|                | Thérèse Aliot              | FN                | 3 246        | 8,67         |             |             |  |
|                | Josée Souque               | PCF               | 2 069        | 5,52         |             |             |  |
|                | Jean Guichou               | CPNT              | 1 735        | 4,63         |             |             |  |
|                | Françoise Matricon         | Les Verts         | 1 040        | 2,78         |             |             |  |
|                | Fanny Xiberas              | LCR               | 801          | 2,14         |             |             |  |
|                | Jacques Pince              | S&P               | 320          | 0,85         |             |             |  |
|                | Arlette Albouy             | Extrême droite    | 319          | 0,85         |             |             |  |
|                | Jacqueline Santi           | LO                | 287          | 0,77         |             |             |  |
|                | Michel Lartaud             | Divers écologiste | 269          | 0,72         |             |             |  |
|                | Frédéric Cantiani          | MNR               | 213          | 0,57         |             |             |  |
|                | Raphaël de Courrèges       | ÉD                | 158          | 0,42         |             |             |  |
|                | Jean-Claude Barioulet      | GÉ                | 124          | 0,33         |             |             |  |
|                | Jacques Arthuys            | ND                | 96           | 0,26         |             |             |  |
|                | Francis Demortier          | Divers            | 25           | 0,07         |             |             |  |
|                |                            |                   |              |              |             |             |  |
| Inscrits       | Inscrits                   | Inscrits          | 55 180       | 100,00       | 55 166      | 100,00      |  |
| Abstentions    | Abstentions                | Abstentions       | 16 661       | 30,19        | 18 749      | 33,99       |  |
| Votants        | Votants                    | Votants           | 38 519       | 69,81        | 36 417      | 66,01       |  |
| Blancs et nuls | Blancs et nuls             | Blancs et nuls    | 1 059        | 2,75         | 2 354       | 6,46        |  |
| Exprimés       | Exprimés                   | Exprimés          | 37 460       | 97,25        | 34 063      | 93,54       |  |